# Mesurador de camp
Un mesurador de camp o comprovador de camp és l'instrument elèctric que ens transforma les ones electromagnètiques en espectres electromagnètics i ens els presenta en forma d'una imatge. A part d'ensenyar-nos els Espectres electromagnètics el mesurador de camp també ens diu en quina freqüència el rep, la intensitat en decibels (dB) i el canal per qual el rep.
S'empra per orientar antenes de recepció de ràdio i televisió, tant per a la televisió terrestre com per a la que emet via satèl·lit. També és emprat per a localitzar emissions de senyals electromagnètics, (ones de ràdio, generalment), que en algun moment poguessin interferir en canals de socors i emergència.